# Fatu Naba
Fatu Naba (Fatunabe, Fatunaba) ist eine osttimoresische Aldeia. Sie liegt im Nordosten des Sucos Dare (Verwaltungsamt Vera Cruz, Gemeinde Dili). In Fatu Naba leben 281 Menschen (2015).

## Lage und Einrichtungen

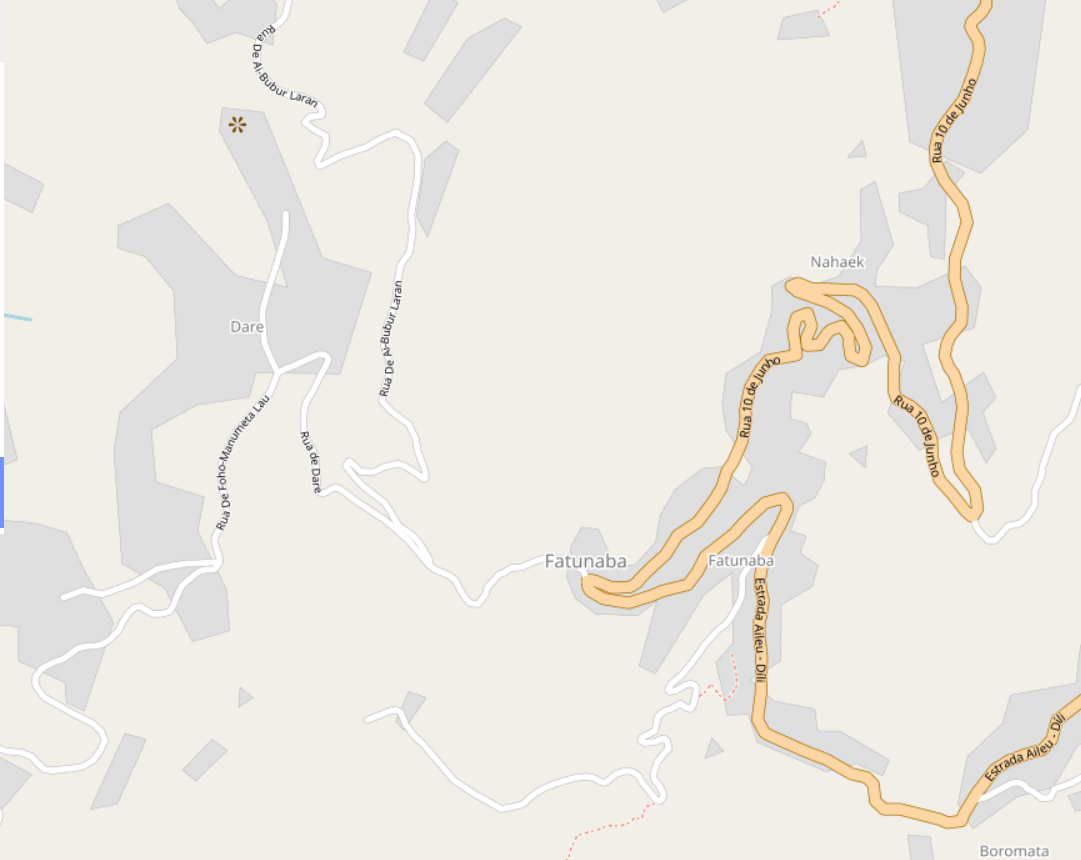
Straßenkarte der Dörfer Dare, Fatu Naba und Nahaec

Nordöstlich von Fatu Naba liegt die Aldeia Nahaec, südlich die Aldeia Suca Lau und westlich die Aldeia Fila Beba Tua. Im Norden grenzt Fatu Naba an den Suco Lahane Ocidental.
Im Vergleich zu den Aldeias im Westen ist das kleine Fatu Naba relativ dicht besiedelt. Die Ortschaft Fatu Naba breitet sich über die Aldeia aus. Am westlichen Ortsrand steht eine Grundschule und das Australische Mahnmal in Dare für die Schlacht um Timor im Zweiten Weltkrieg.

## Geschichte
Am 10. Juni 1980 griffen FALINTIL-Einheiten unter anderem militärische Einrichtungen der indonesischen Besatzung in Dare und Fatu Naba an. Es war der erste größere Angriff, auch levantamento (portugiesisch Erhebung, Aufstand) genannt, seit 1978. Das indonesische Militär tötete daraufhin als Vergeltung über 100 Menschen, die in der Nähe des Überfallsort lebten, und folterte oder verbannte Angehörige von Widerstandskämpfern auf die als Gefängnisinsel benutzte Insel Atauro.